# روبرت دنلوب
روبرت دنلوب (بالإنجليزية: Robert Dunlop)‏ مواليد 25 نوفمبر 1960 - الوفاة 15 مايو 2008، كان متسابق دراجات نارية أيرلندي شمالي فاز بكأس جزيرة مان السياحية. نافس في بطولة العالم للسوبربايك. توفي إثر حادث تعرض له أثناء السباق.

## روابط خارجية
- روبرت دنلوب على موقع WorldSBK.com (الإنجليزية)